# When Willie Comes Marching Home
When Willie Comes Marching Home é um filme de comédia norte-americano de 1950, dirigido por John Ford, estrelado por Dan Dailey e Corinne Calvet. O filme é baseado no conto When Leo Comes Marching Home de Sy Gomberg, lançado em 1945. O longa-metragem ganhou o Leopardo de Ouro no Festival Internacional de Cinema de Locarno.

## Elenco
- Dan Dailey ... William "Bill" Kluggs
- Corinne Calvet ... Yvonne
- Colleen Townsend ... Marge Fettles
- William Demarest ... Herman Kluggs
- Jimmy Lydon ... Charles "Charlie" Fettles
- Lloyd Corrigan ... Major Adams
- Evelyn Varden ... Mrs. Gertrude Kluggs

Mae Marsh, anteriormente, uma vez de sucesso da era do cinema mudo, aparece em um papel não faturado. Alan Hale Jr. e Vera Miles também aparecem em papéis não faturados, no início de suas respectivas carreiras.